# Jo Steinebach

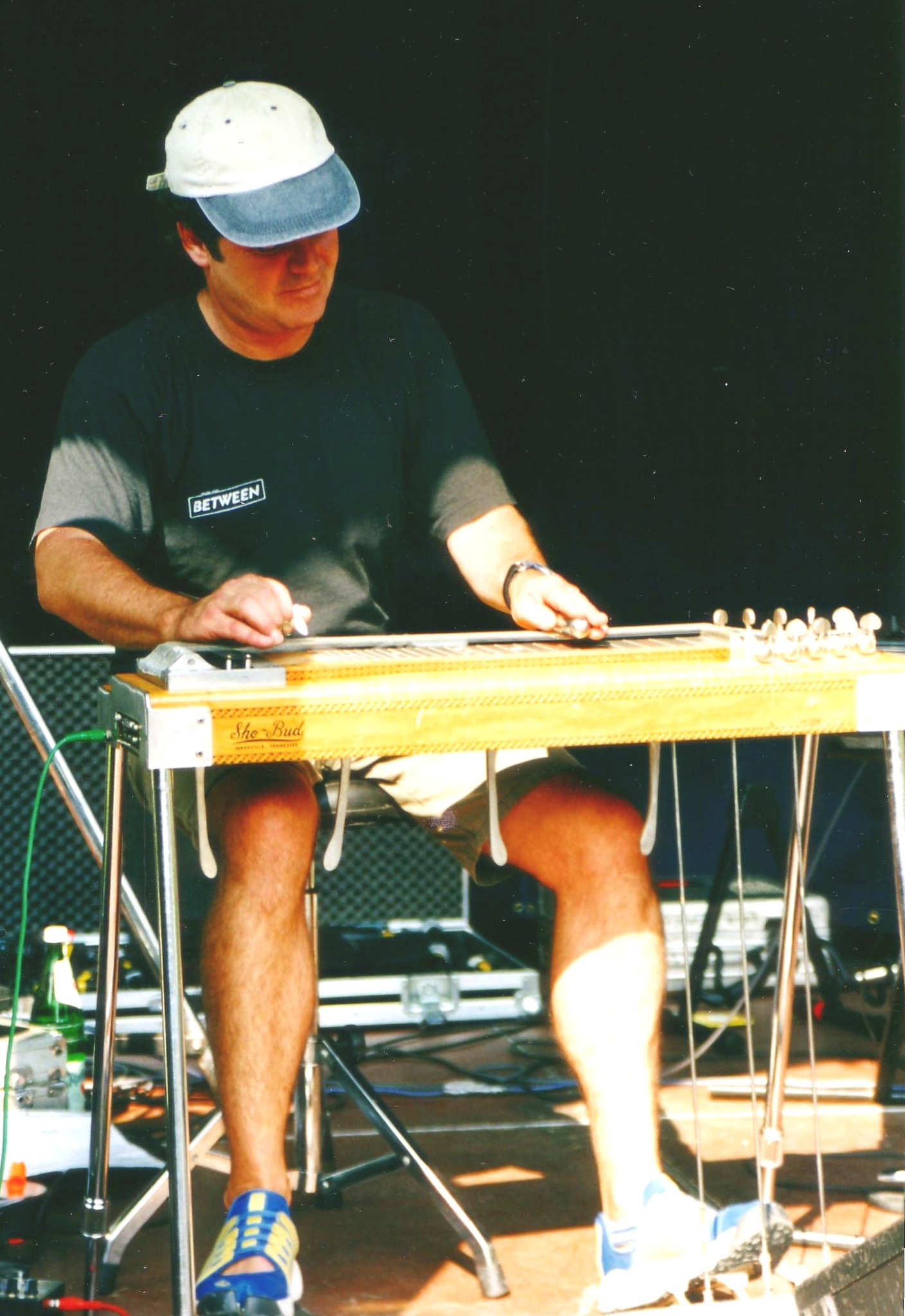
Jo Steinebach beim Soundcheck in Essen, 2000

Joachim „Jo“ Steinebach (* 5. Mai 1955 in Marburg; † 23. November 2012 in Köln) war ein deutscher Musiker, Komponist und Produzent. Er spielte Klavier, Keyboards und Pedal-Steel-Gitarre, wobei sein musikalisches Spektrum von der klassischen Musik über Rock- und Pop- bis zu Folk- und Countrymusik reichte. Im Laufe seiner Karriere arbeitete Steinebach als Live- und Studiomusiker mit einer ganzen Reihe von namhaften Künstlern zusammen, unter anderem Ina Deter, Edo Zanki, Bert Smaak, Micki Meuser, Nanette Scriba, Don Wise, Reinhard Mey und BAP.

## Biografie
Steinebach wuchs als ältester von drei Brüdern in der hessischen Universitätsstadt Marburg auf. Bereits im Grundschulalter erhielt er klassischen Klavierunterricht. 1972 gründete er die lokale Rockband Vanity Fair, die einen Schwerpunkt auf die Verarbeitung klassischer Elemente im Stil von The Nice oder Ekseption legte. Er gehörte der Gruppe bis zu ihrer Auflösung 1976 als Organist, Keyboarder und musikalischer Kopf an.
Inspiriert durch eine abwechslungsreiche lokale Musikszene und bestrebt, sein musikalisches Spektrum zu erweitern, wandte sich Steinebach Mitte der 1970er Jahre der Country- und West-Coast-Musik zu, von deren Protagonisten wie Jackson Browne, Jack Tempchin, den Eagles, The New Riders of the Purple Sage, Flying Burrito Brothers oder der Nitty Gritty Dirt Band er stark beeinflusst war. Er brachte sich im Selbststudium das Spielen der Pedal-Steel-Gitarre bei und war sehr bald ein gefragter Live- und Studiomusiker für stilistisch entsprechend ausgerichtete Formationen. 1979 wurde er Mitglied der überregional bekannten Country-Rockband Winchester 75 und spielte dort bis zu deren Auflösung 1982 neben der Pedal-Steel-Gitarre auch Klavier und Keyboards. Zwischenzeitlich begann er, an der Universität Marburg Musik zu studieren, brach das Studium jedoch nach einigen Semestern wieder ab.
Während dieser Zeit begann Steinebach eigene Titel zu komponieren und selbst zu produzieren. Dies führte 1983 zu einem Engagement in Lubbock (Texas), wo er für die US-amerikanische Rockband Radio Zebra die Rolle des Keyboarders, Komponisten und Produzenten übernahm. Die Zusammenarbeit mit deren Label Shortwave Music dauerte mit Unterbrechungen bis ins Jahr 1989 mit dem Ergebnis einer Single- und LP-Veröffentlichung.
In den frühen 1980er Jahren lernte Steinebach die deutsche Sängerin Ina Deter kennen, zu der sich über viele Jahre hinweg neben einer intensiven musikalischen Zusammenarbeit auch eine sehr persönliche Beziehung entwickelte. Er zog von Marburg nach Köln, wo er mehr Perspektiven für seine Arbeit sah, als in der mittelhessischen Provinz. Hier begann er für verschiedenste Künstler als Produzent und Musiker tätig zu werden, unter anderem den amerikanischen Singer-Songwriter Joe Smoke, die Countryband Duo Detour, den Musiker Manni Holländer oder den Schlagzeuger und Produzenten Tom Engels. Einige Jahre arbeitete er zudem als „Creative Manager“ im Bereich A&R für den Musikverlag Warner/Chappell Music der Warner Music Group und betrieb darüber hinaus einen eigenen CD-Laden.
Zu Beginn des neuen Jahrtausends beendete Steinebach sein in den 1980er Jahren unterbrochenes Lehramtsstudium und wurde  Mitglied der Kölner Countryband City Slickers. 2002 heiratete er seine Lebensgefährtin Kerstin Erle und nahm sein unterbrochenes Musikstudium an der Universität Köln wieder auf. Dieses brachte er zum Abschluss mit einer Examensarbeit zum Thema „Der Einsatz des Cajón in Bandprojekten an Schulen“ und wurde 2008 als Musik- und Geografielehrer an der Bertha-von-Suttner-Gesamtschule in Dormagen tätig. Er arbeitete weiterhin mit lokalen Bands und Künstlern, unter anderem mit Scherbenmeer und dem Sänger und Gitarristen Michael Zass. 2008 wurde er von BAP-Frontmann Wolfgang Niedecken eingeladen, für die Produktion Radio Pandora auf einigen Titeln die Pedal-Steel-Gitarre zu spielen. Später war er als Special Guest beim BAP-Konzert für das Album Live und in Farbe in der Kölner Lanxess Arena dabei.
Ohne vorherige Anzeichen von Krankheit oder Beschwerden verstarb Jo Steinebach am 23. November 2012 mit 57 Jahren in Köln.

## Diskografie
Auszugsweise Produktionen, an denen Steinebach als Musiker, Komponist oder Produzent mitgewirkt hat.
- 1984 – Ina Deter: Mit Leidenschaft
- 1985 – Radio Zebra: Different stripes for different types
- 1986 – Ina Deter: Frauen kommen langsam – aber gewaltig
- 1987 – Ina Deter: Das Live-Album
- 1987 – Ina Deter: Ich will die Hälfte der Welt
- 1989 – New Mavericks: Unterwegs
- 1990 – Ina Deter: Soll mich lieben wer will
- 1991 – Ina Deter: Ich bereue nichts
- 1993 – Ina Deter: Ver-Rückte Zeiten
- 1995 – Joe Smoke: Blue
- 1998 – Reinhard Mey: Flaschenpost
- 2005 – City Slickers: Love, Divorce and Pumpkins
- 2008 – BAP: Radio Pandora
- 2009 – BAP: Live und in Farbe
- 2012 – ZASS: Zohuss